# Billy, a Kölyök (ferrotípia)

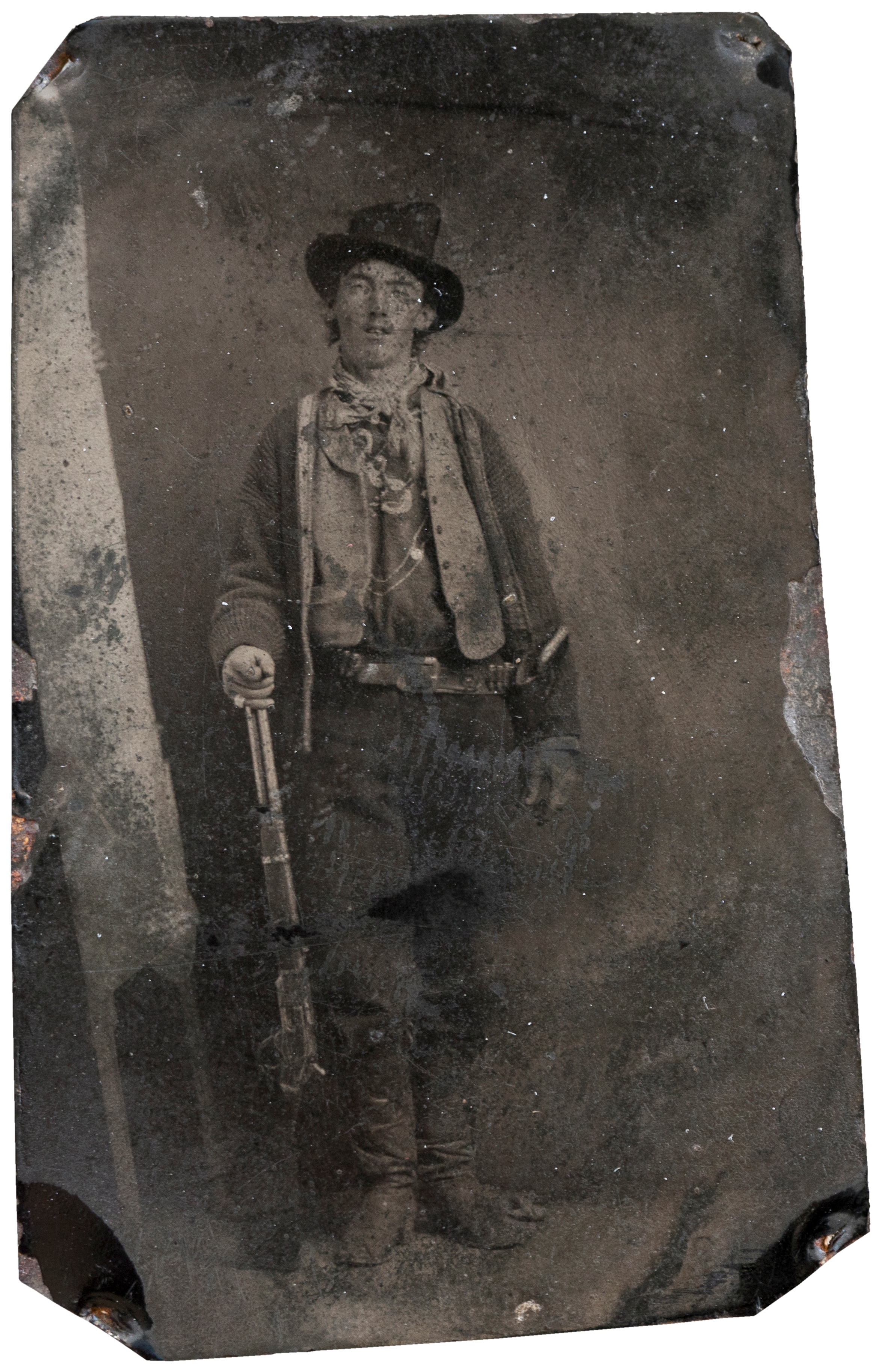
Ben Wittick(?): Billy, a Kölyök (ferrotípia, 1879 v. 1880)

Billy, a Kölyökről készült egyetlen hiteles fényképfelvételt egy utazó fotográfus készítette 1879 vagy 1880 telén. A kisméretű, 5 × 8 cm-es ferrotípiát ma a világ legdrágább fényképei között tartják számon.

## A felvétel
A felvétel készítésének pontos ideje nem ismert, valamikor 1879 vagy 1880 elején készülhetett a új-mexikói Fort Sumnerben. Billy egy vándorfényképészt – nagy valószínűséggel Ben Witticket (1845–1903) – kért fel, hogy lefényképezze őt. A fotózásra a Beaver Smith szalon mellett, az utcán került sor. Billy utcai ruhában állt Wittick kamerája elé. A felvételen pisztolya a bal oldalán van. Ezért is terjedhetett el az a mítosz, hogy Billy balkezes volt. A fénykép azonban oldalhelytelen, mert Wittick többlencsés fényképezőgépének nem volt prizmája, ami a valóságnak megfelelően vetítette volna a képet a fotólemezre, ezért a jobb és bal oldal a fotón helyet cserélt. A tényt, hogy Billy valójában jobbkezes volt, az is bizonyítja, hogy a képen látható puskája, egy Winchester Model 1873-as tárhelye a jobb oldalon van.

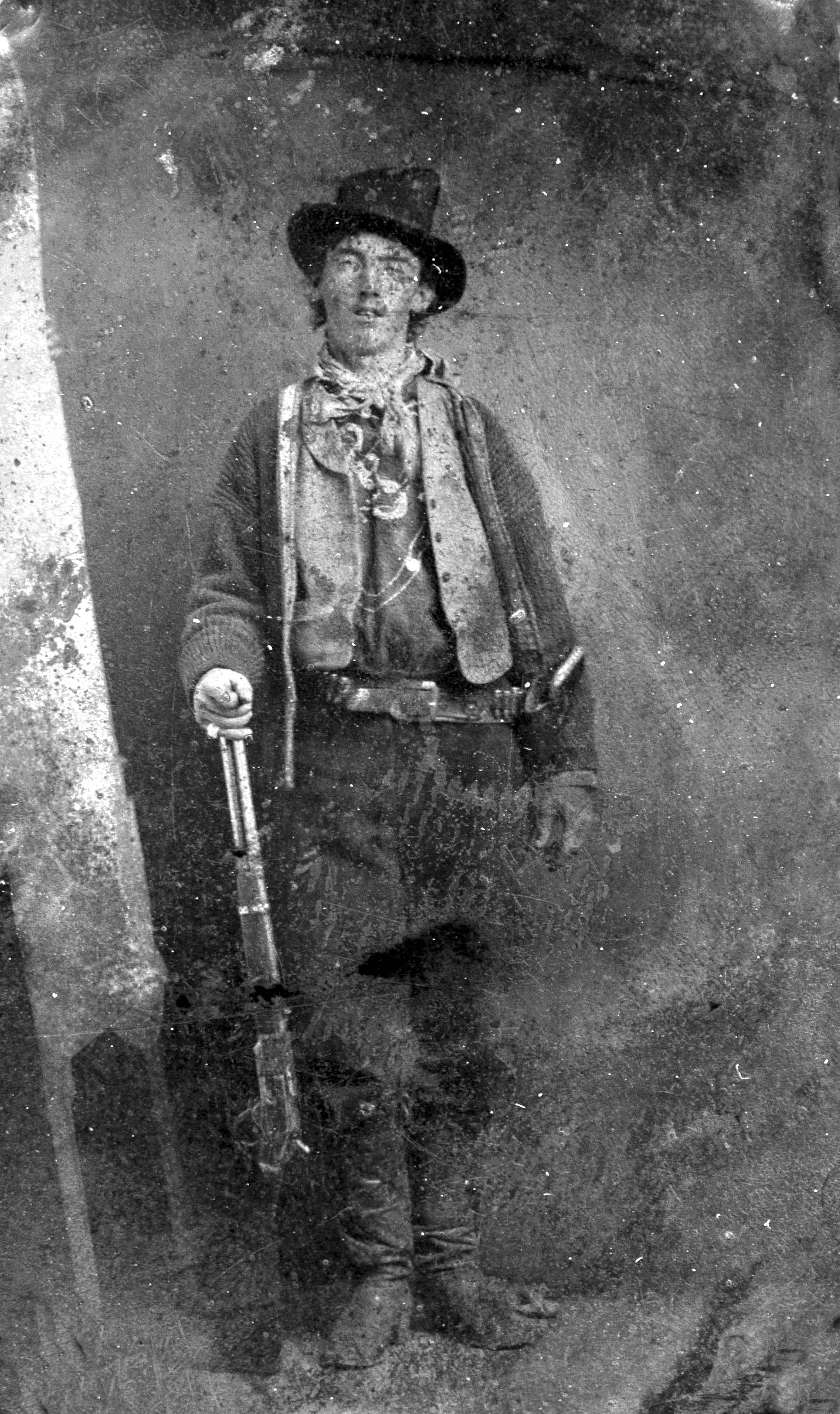
A felvétel oldalhelyesen

Billy a felvételből négy példány rendelt, melyeket a fotós egyetlen fémlemezre hívott elő, majd darabolt fel. A négy ferrotípia közül kettő elveszett, egy pedig egy háztűz során semmisült meg. A negyediket Billy az egyik ismerősének, Dan Dadricknek adta, aki maga is jelen volt a fotózáson. Dedrick a kisméretű fotót rokonának, Frank Uphamnek ajándékozta, akitől fiai örökölték meg az 1940-es években. Ők a Heritage Trustnak adományozták. Az alapítvány 1988-ban szűnt meg, ekkor a fotó visszakerült az Upham testvérekhez. Stephen és Art Upham végül a kép értékesítése mellett döntöttek. 2011 júniusában Denverben a Brian Lebel’s Old West Auction bocsátotta árverésre Billy, a Kölyök fotóját, amelyért William Koch magángyűjtő 2,3 millió dollárt fizetett.
A felvétel első alkalommal 1881-ben jelent meg a Boston Illustrated Police News-ban. Egy évvel később Pat Garret Billyről írt életrajzi regényében is szerepelt. Az Dedrick/Upham-ferrotípia néven is ismert fotográfiát egyetlen alkalommal, az 1980-as években Új-Mexikóban mutatták be egy kiállítás részeként.